# Филатово (Рузский городской округ)
Филатово — деревня в Рузском районе Московской области, входит в состав сельского поселения Ивановское. Население 68 человек на 2006 год. До 2006 года Филатово входило в состав Ивановского сельского округа.
Деревня расположена на северо-западе района, у границы с Волоколамским районом, примерно в 15 километрах к северо-западу от Рузы, на левом берегу безымянного левого притока реки Хлынья, высота центра над уровнем моря 237 м. Ближайший населённый пункт — Помогаево в 1,5 км на юго-запад.